# Doli (Trommel)

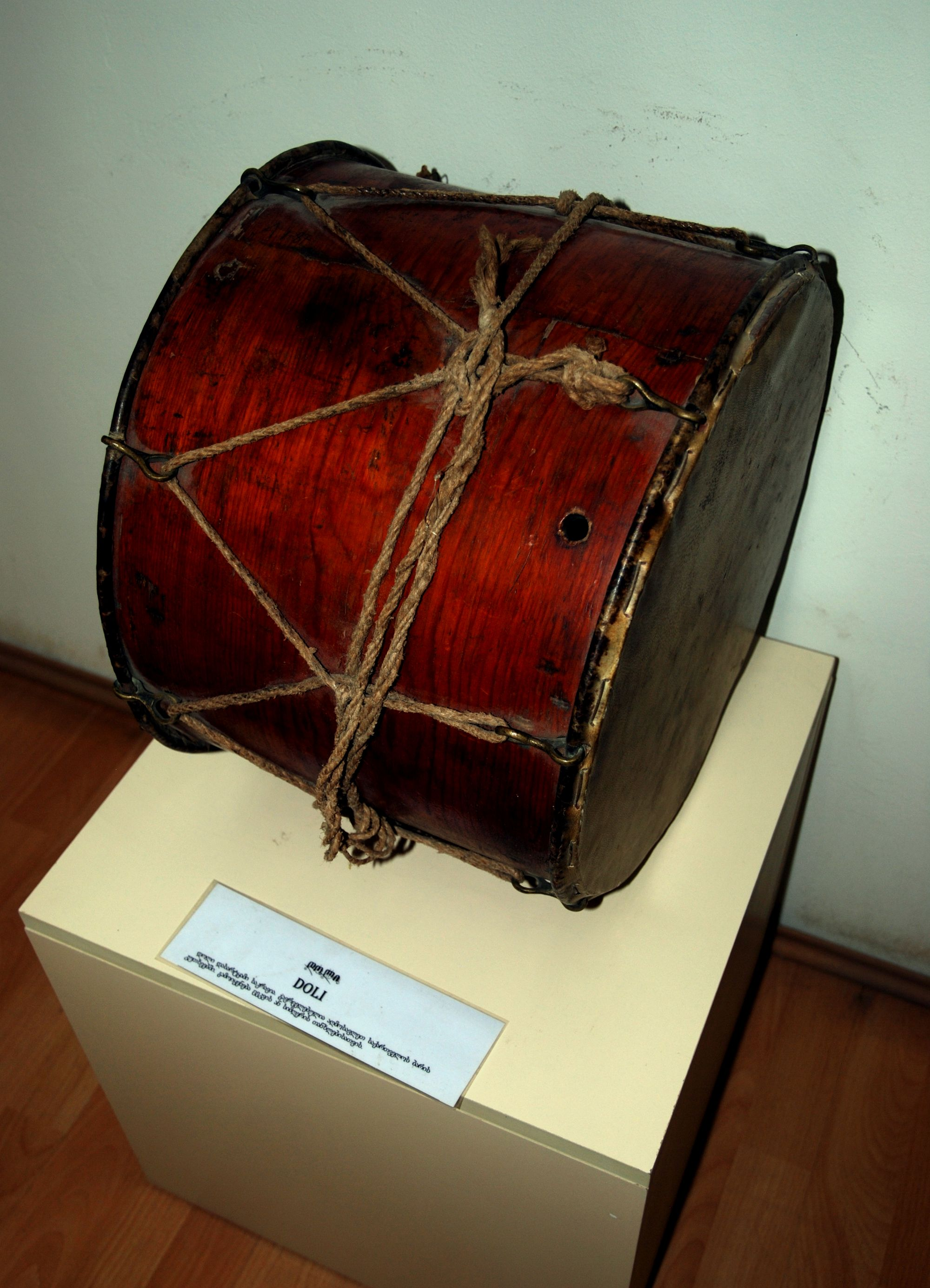
Doli

Die Doli ist eine zweifellige zylindrische Röhrentrommel mit einem hölzernen Korpus, die in Georgien in der Unterhaltungsmusik gespielt wird.

## Herkunft und Verbreitung
Die polyphone Musik der christlichen Georgier mit teilweise komplizierten harmonischen Strukturen wurde etwa ab dem 17. Jahrhundert stark von der gänzlich andersgearteten monodisch-modal geprägten persischen Musik beeinflusst. Die Hauptstadt Tiflis war um diese Zeit das kulturelle Zentrum ganz Transkaukasiens. Einige Musikinstrumente tragen bereits seit wesentlich längerer Zeit Namen, die aus dem Persischen oder Arabischen stammen und auf einen kulturellen Austausch hindeuten. Doli dürfte von der persischen Trommel dauli abgeleitet sein. Dauli heißt auch eine Trommel, die Roma in Griechenland und Mazedonien zusammen mit dem Doppelrohrblattinstrument zurna zur Tanzbegleitung spielen. Roma bewahren auf dem Balkan eine über weite Teile Asiens verbreitete Tradition im Zusammenspiel dieser beiden Instrumente. Der georgischen Bezeichnung doli entspricht in Armenien das Wort für Trommel dhol, abgeleitet von persisch duhul oder duhal. In Nordindien ist die dhol eine große Fasstrommel. In Afghanistan bilden eine dohol und das Doppelrohrblattinstrument sorna ein Unterhaltungsorchester bei Familienfeiern.
Ein alter Name für dieselbe georgische Trommel lautet dabdab-i, wobei –i die für die georgische Sprache charakteristische Substantivendung darstellt. Das Wort ist im Epos Der Recke im Tigerfell des georgischen Nationaldichters Schota Rustaweli (um 1172 – um 1216) belegt und bedeutet dort etwa „Trommel“ oder „Kesseltrommel“. Dabdabi lässt sich über das Persische dabdabe in der entsprechenden Bedeutung „Trommel“ auf das arabische Wort dabdada zurückführen, zu dessen älterem Bedeutungsumfeld „laut (mit dem Füßen) auftreten“, „schlagendes Geräusch“, „Lärm“ und „Knall“ gehört. Daraus entwickelte sich das arabische Substantiv dabdāb für „Trommel“, welches im Georgischen exakt wiedergegeben wird.
Ebenso namensverwandt mit arabisch-persischen Musikinstrumenten ist die in Georgien von Frauen gespielte Rahmentrommel daira (im Iran dayereh, in Afghanistan dāireh). Das georgische Kesseltrommelpaar diplipito aus Ton stellt eine Variante der weit verbreiteten naqqaras dar. Im Unterschied zur doli sind diese beiden Trommeln aus dem Land weitgehend verschwunden und nur noch in Armenien und Aserbaidschan anzutreffen. Der doli ähnliche Zylindertrommeln in den Nachbarländern heißen naghara in Aserbaidschan, baraban (барабан, russisch „Trommel“) im Westen von Russland, in der Ukraine und in Belarus. Die baraban in Dagestan und Adygeja wird meistens mit den Händen geschlagen.

## Bauform

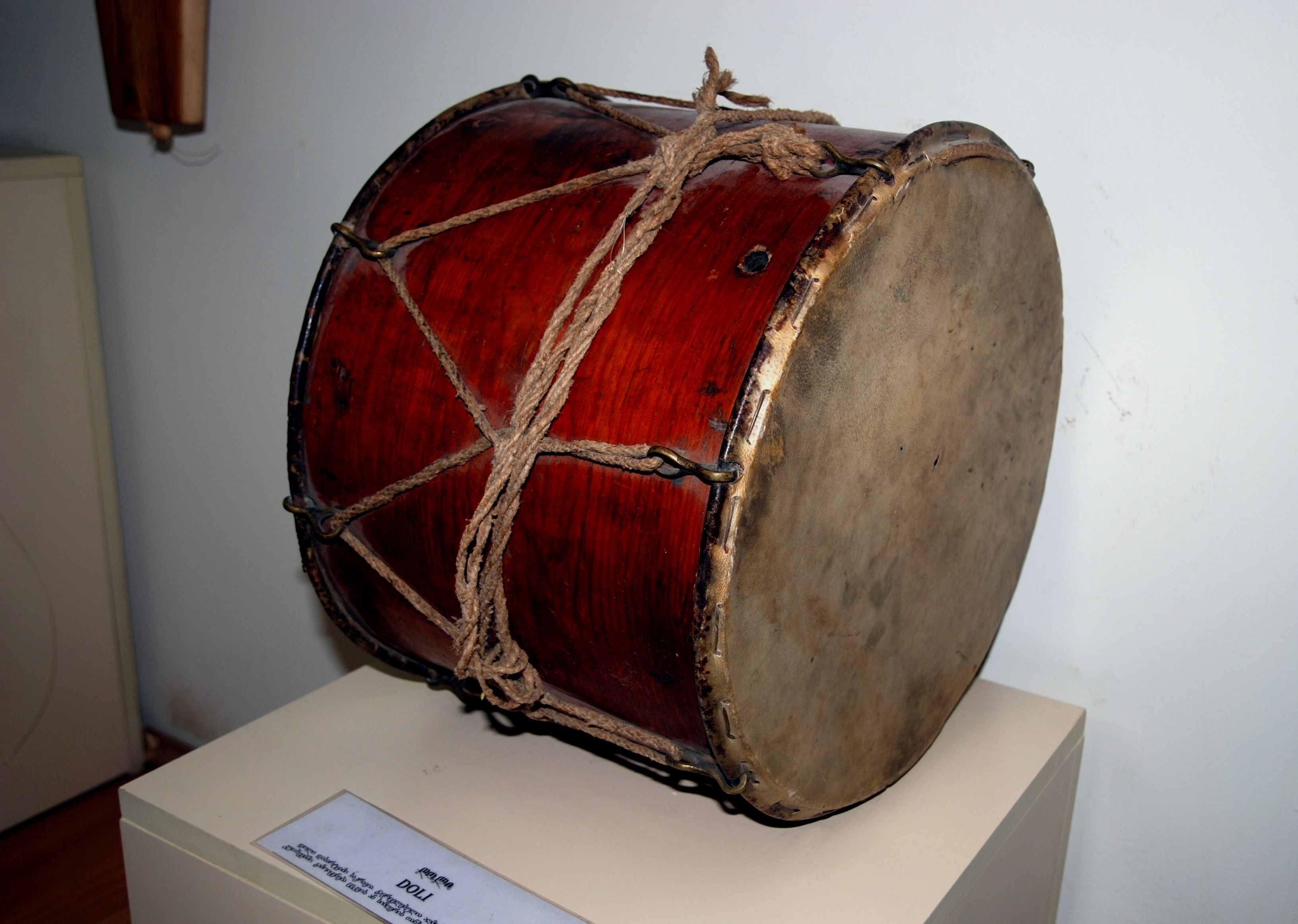
Dasselbe Instrument

Der gleichförmig zylindrische Korpus besteht aus einem dünnwandig ausgehöhlten Holzstamm, der auf beiden Seiten mit einer ungegerbten Tierhaut bespannt ist. Hierfür werden die Häute mit etwas Überstand nass über einen Eisenring gezogen, nach innen umgebogen und nach dem Trocknen vernäht. Die Ringe sind wenig größer als der Holzdurchmesser und liegen knapp über dem Rand. Sie werden in regelmäßigen Abständen mit eisernen Ösen fixiert, durch die eine Endlosschnur hindurchgezogen wird, die beide Ringe miteinander verbindet. Eine weitere Schnur wird quer in der Mitte um den Korpus gelegt und mit den Spannschnüren verbunden, sodass sich eine Y-Verspannung ergibt und das Instrument gestimmt werden kann. Die Abmessungen sind unterschiedlich, der Durchmesser ist geringfügig größer oder kleiner als die Höhe.
Der Doli-Spieler (medole) hält sein Instrument im Sitzen auf dem linken Oberschenkel oder im Stehen mittels einer Schnur um den Hals, wobei er manchmal selbst mittanzt. Nur eine der Membranen wird mit beiden Händen oder seltener mit Stöcken bespielt. In der Mitte lassen sich mit den Handflächen lautere Grundschläge, am Rand mit den Fingerspitzen feinere Zwischenschläge hervorbringen.

## Spielweise
Die doli wird mehrheitlich von Männern in der städtischen Unterhaltungsmusik gespielt, früher mit Schlägeln, heute meist mit den Händen. In den Unterhaltungsliedern, die Ende des 18. Jahrhunderts in Tiflis populär waren, mischten sich einheimisch-georgischen Stile mit der einstimmigen Spielweise der persischen und türkischen Musik: Maqams wurden reich mit Melismen verziert gesungen. Die Gesangsstimme begleiteten die türkisch-persischen Langhalslauten tari und sazi, die Spießgeige kamanca und die doli. In derselben Besetzung spielte das Sazandar-Ensemble Instrumentalmusik (heute ein Volksmusiktrio in Aserbaidschan, das Mughams spielt). Heute kommt die doli gelegentlich in Adscharien in Verbindung mit dem Dudelsack tschiboni, dem Einfachrohrblattinstrument pilili oder mit der georgischen Langhalslaute tschonguri (eine etwas größere panduri) in der Tanzmusik vor. Ein städtisches Orchester besteht aus mehreren armenischen Kurzoboen (duduki) und einer doli. Meist spielen zwei dudukis als Melodie- und Borduninstrument zusammen, unterstützt von einer Trommel. Häufig steuert der Trommler in Ensembles mit Blasinstrumenten, zu denen auch die Flöte salamuri zählt, noch seine Gesangsstimme bei.